# Кох, Гаэтано
Гаэтано Кох (итал.  Gaetano Koch; 9 января 1849, Рим — 14 мая 1910, Рим) — итальянский архитектор периода историзма. Работал в Риме, где стал одним из самых известных архитекторов нового объединённого Итальянского королевства. Потомок известного австрийского живописца и гравёра Антона Йозефа Коха.

## Биография
Гаэтано Кох родился в Риме в семье художников тирольского происхождения; его дед, Антон Йозеф Кох, был австрийским живописцем и гравёром. Его женой была Ирина дель Пропосто. После учёбы в средней школе Гаэтано хотел по примеру отца посвятить себя живописи, но затем предпочел поступить в университет, где в 1872 году получил диплом по специальности «архитектура и гражданское строительство». В том же году он был принят на работу в техническое бюро «Società dell’Esquilino».

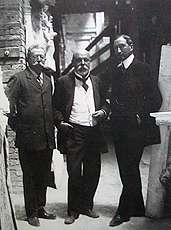
Слева направо: Г. Кох, П. Пьячентини, М. Манфреди

Кох получил высшее образование как раз в то время, когда город, только что ставший столицей королевства, переживал самый интенсивный рост со времён Римской империи. В этом созидательном всплеске, несмотря на его юный возраст, Коху были доверены ответственные профессиональные задания в техническом офисе компании, которая возводила большие административные здания.
Кох прославился несколькими крупными работами. Главные из них — Резиденция Банка Италии на Виа Национале (1886—1893) и два симметрично расположенных палаццо с галереями, образующими Площадь Республики в центре Рима близ вокзала Термини, а также Пьяцца Витторио с античными руинами (южнее вокзала Термини). Кох сумел найти удачное соединение новых функциональных требований и традиций классицизма флорентийской и римской архитектуры XVI века; именно этим он победил в конкурсе на здание Банка Италии даже такого опытного мастера, как Пио Пьячентини. Профессиональные способности и определённая проницательность снискали Гаэтано Коху известность на национальном уровне, о чём свидетельствуют награды, полученные на первой итальянской архитектурной выставке в Турине 1890 года.
Работу архитектора также можно увидеть в римских палаццо Менгарини и Палаццо Маргерита на Виа Витторио-Венето (1886—1890) в Риме: постройках, вдохновлённых творчеством классика архитектуры XVI века Антонио да Сангалло.
В 1905 году, после смерти Джузеппе Саккони, который был главным проектировщиком памятника в честь объединения Италии и короля Виктора Эммануила II, Гаэтано Кох участвовал в строительстве монумента вместе с Манфредо Манфреди и Пио Пьячентини. Он также разработал оформление главного зала Палаццо Комунале в Реканати (Марке).

## Галерея

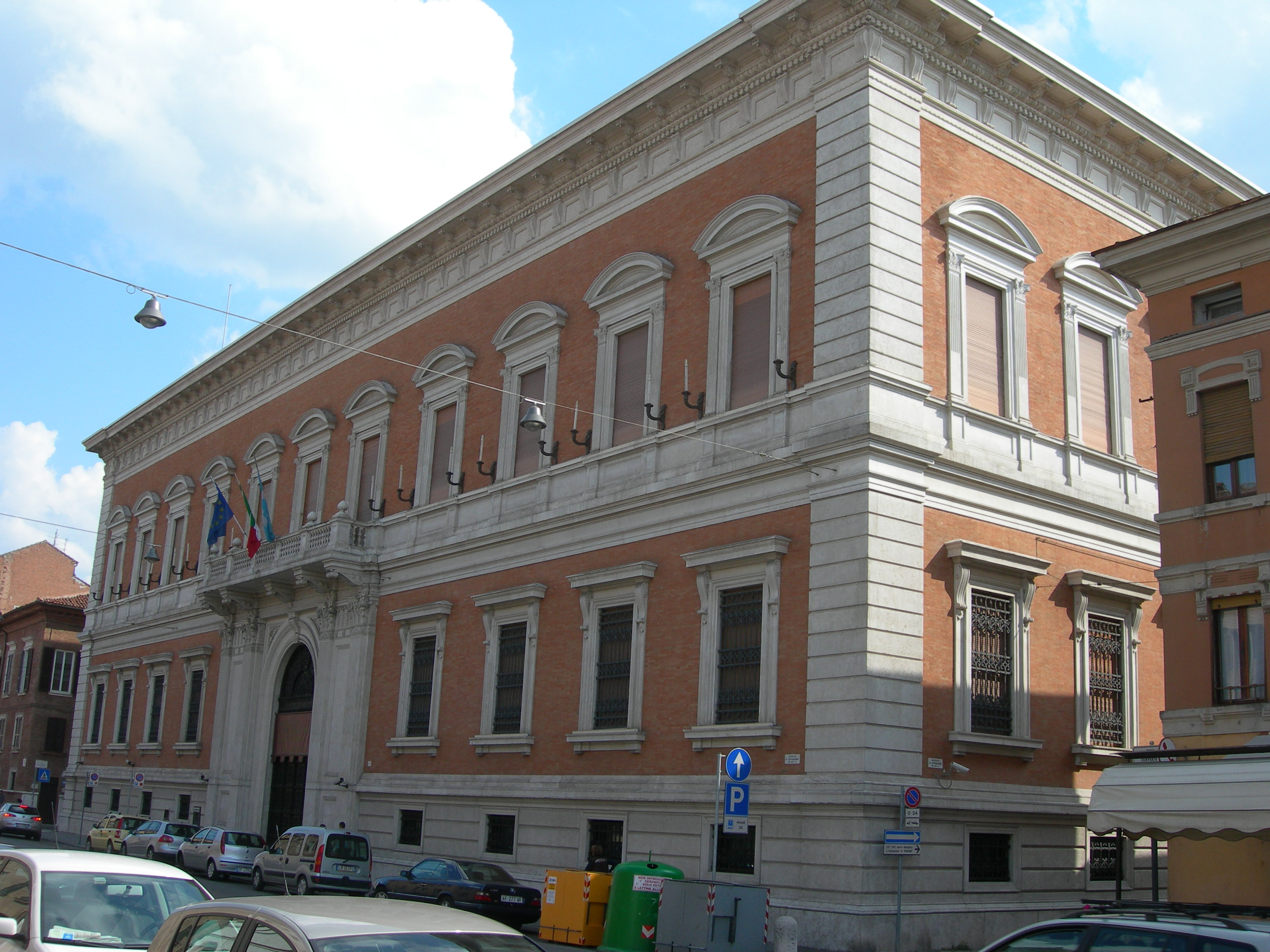
Палаццо Барбантини-Кох (Palazzo della Cassa di Risparmio). 1907—1910. Феррара
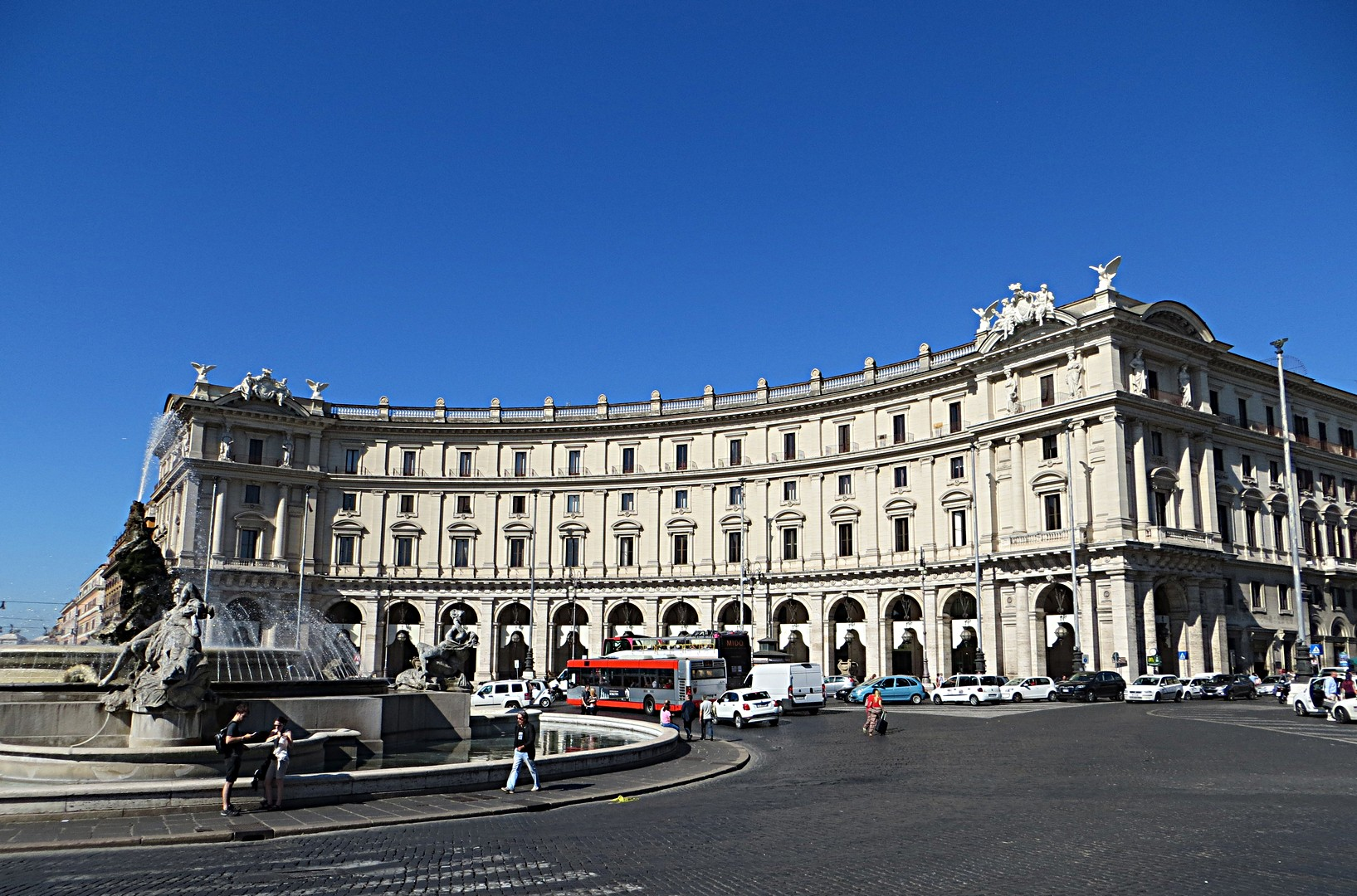
«Экседра» на Пьяцца делла Република. 1888—1898. Рим
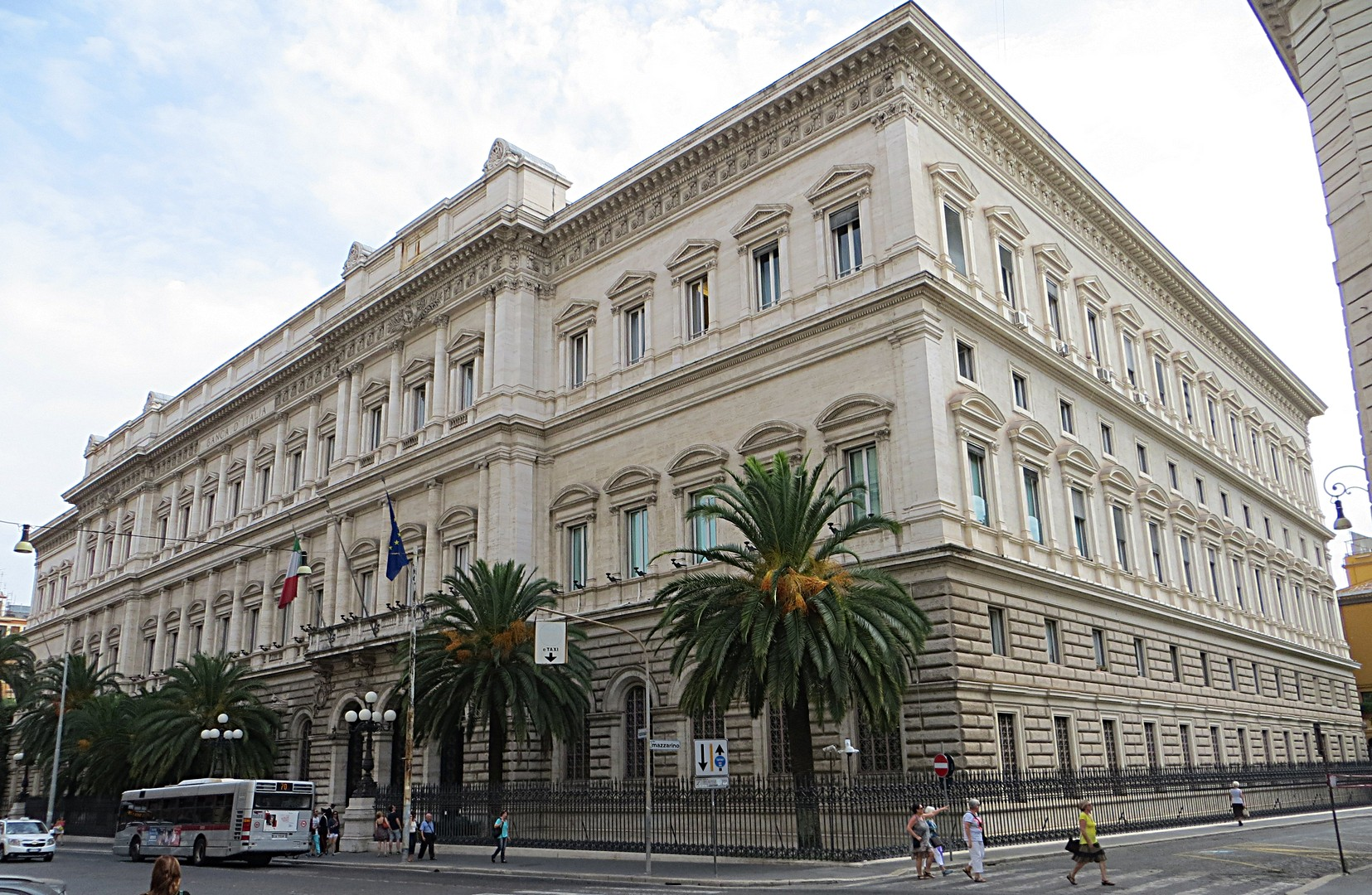
«Палаццо Кох». Резиденция Банка Италии на Виа Национале. 1886—1893. Рим
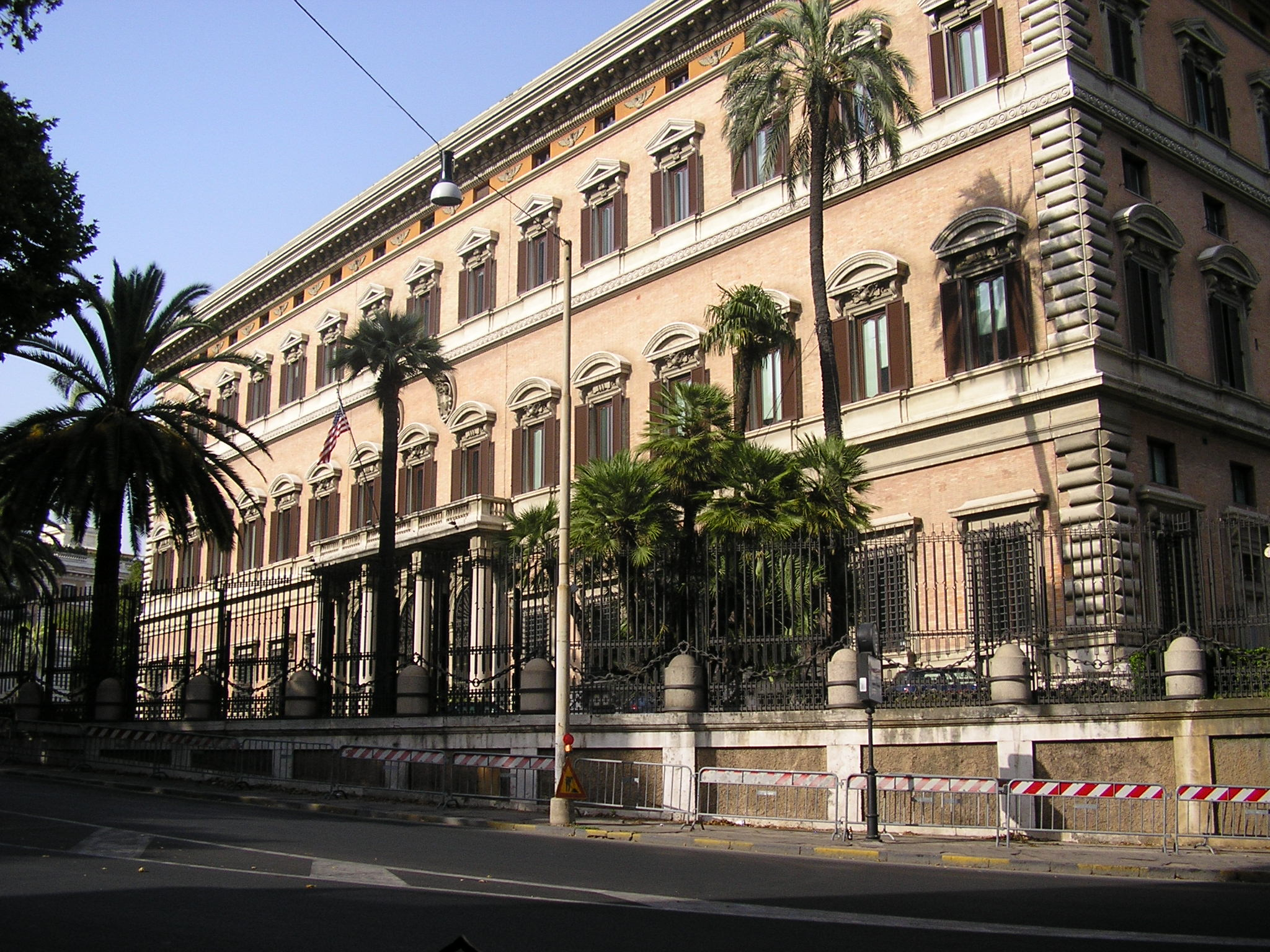
Палаццо Маргерита на Виа Витторио-Венето (Здание Посольства США в Риме. 1886—1890